# Deserto florido
Il deserto florido è un fenomeno che consiste nell'apparizione di una grande diversità di fiori, dovuta alle inusuali precipitazioni e che avviene in tre zone desertiche del mondo: in Cile, in Australia e negli Stati Uniti. Si conosce e si studia il fenomeno in particolare nel deserto di Atacama (Cile), il più arido del pianeta.
Climaticamente l'evento si relaziona con il fenomeno El Niño, che porta a un surriscaldamento delle correnti marine del litorale del paese e ad un aumento delle precipitazioni.

## Storia
Le prime indagini sulle specie che vivono nella zona sono stato realizzate nei secoli XVII e XVIII da botanici stranieri, come gli spagnoli Hipólito Ruiz López e José Antonio Pavón y Jiménez durante la spedizione botanica al Viceregno del Perù (1777).
Nei mesi di settembre e ottobre 1887, durante l'esplorazione soprannominata "Viaggio alla Costa di Atacama" condotta da Federico Philippi e commissionata dal governo per studiare la flora della provincia, si realizzò uno studio in pieno svolgimento del fenomeno atmosferico.
Durante il viaggio, Federico Philippi descrisse nella valle di Carrizal il famoso artiglio di leone (Leontochir ovallei). In questa spedizione scientifica si raccolsero circa 500 esemplari di 258 specie, dei quali 74 sono risultati poi essere specie fino a quel momento sconosciute dalla scienza.
La fioritura del deserto di Atacama ha avuto luogo nel 1983, 1987, 1991, 1995, 1997, 2000, 2002 e 2011. Nel 2015 avvenne un fenomeno eccezionale, la presenza di due fioriture: la prima ha avuto luogo tra aprile e maggio; la seconda tra settembre e ottobre (quest'ultima si presentò principalmente nel settore costiero tra Caldera e Huasco).

## Protezione del fenomeno

### Risoluzioni e ordinanze
La prima misura di protezione del deserto florido ha avuto luogo quando il Governo Regionale della Regione di Atacama ha stabilito, mediante atto amministrativo, la «Commissione del Deserto Florido» tramite la risoluzione 634 del 29 agosto 1997, che ha stabilito misure di protezione tramite la nomina di "zona di protezione" e "zona di interesse turistico". Oltretutto, ha incorporato parametri generali affinché i vari municipi della regione dettassero ordinanze destinate ai controlli per la salvaguardia e la protezione del deserto florido.
Nel 2012 il municipio di Caldera, nella regione di Atacama, ha proibito la circolazione di veicoli motorizzati nelle zone interessate dal fenomeno del deserto florido.
Nel 2014 il municipio di Vallenar ha emanato un'ordinanza per la protezione della biodiversità.
Nel 2015 il municipio di Freirina ha emanato un'ordinanza per la protezione e conservazione della flora selvatica della comunità, integrando una lista composta da 25 specie floreali e 14 specie faunistiche.

## Galleria d'immagini

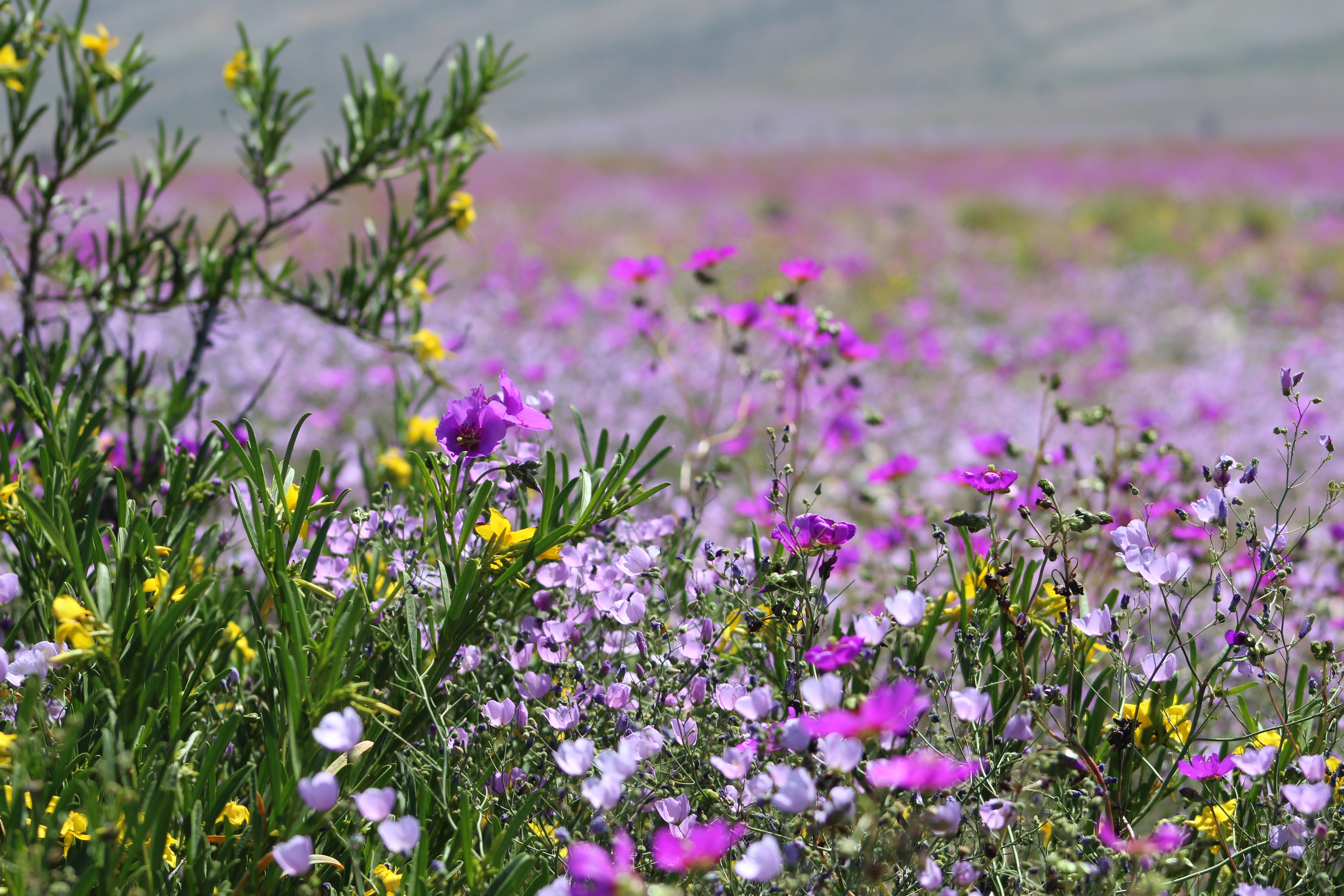
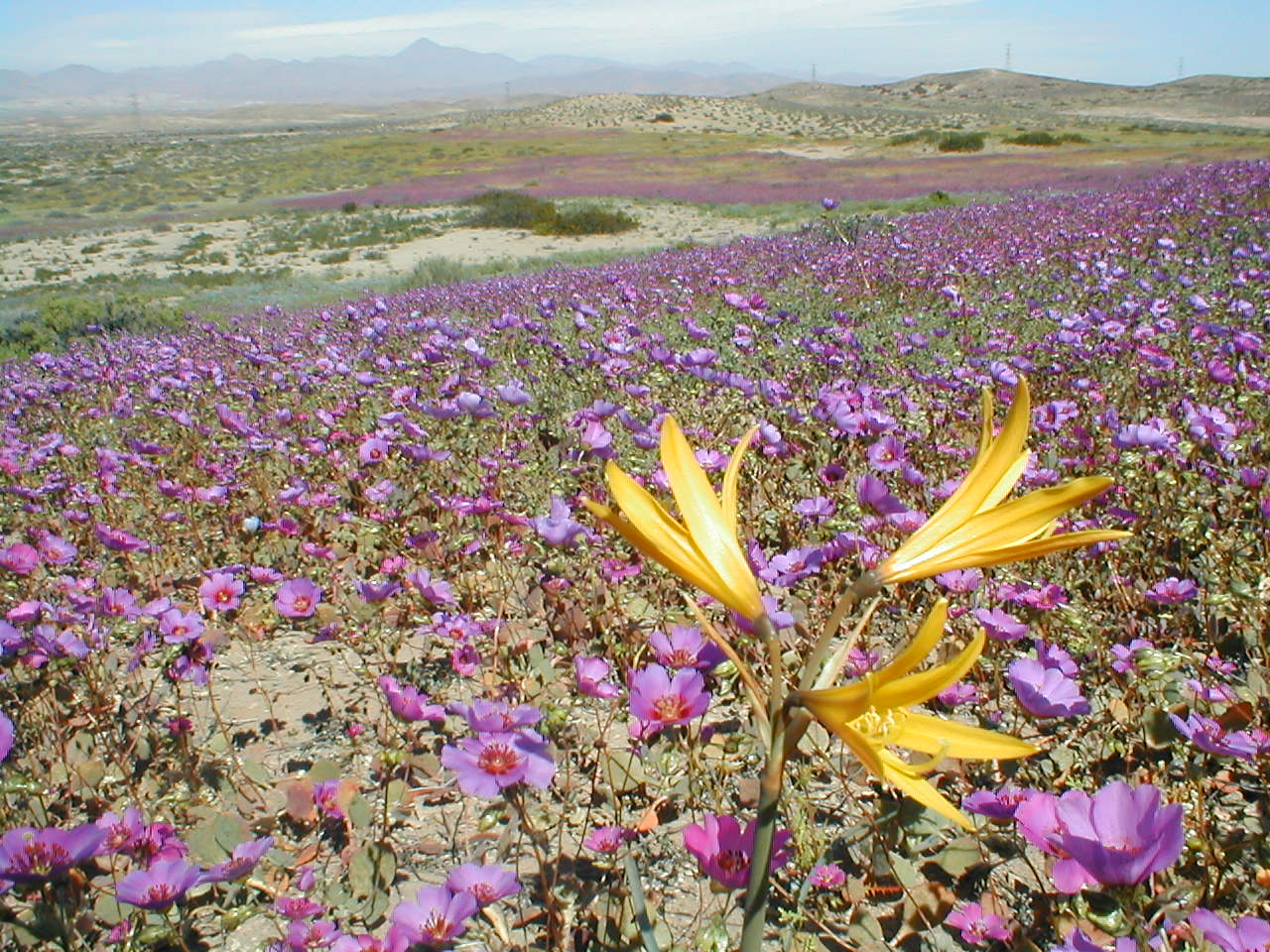
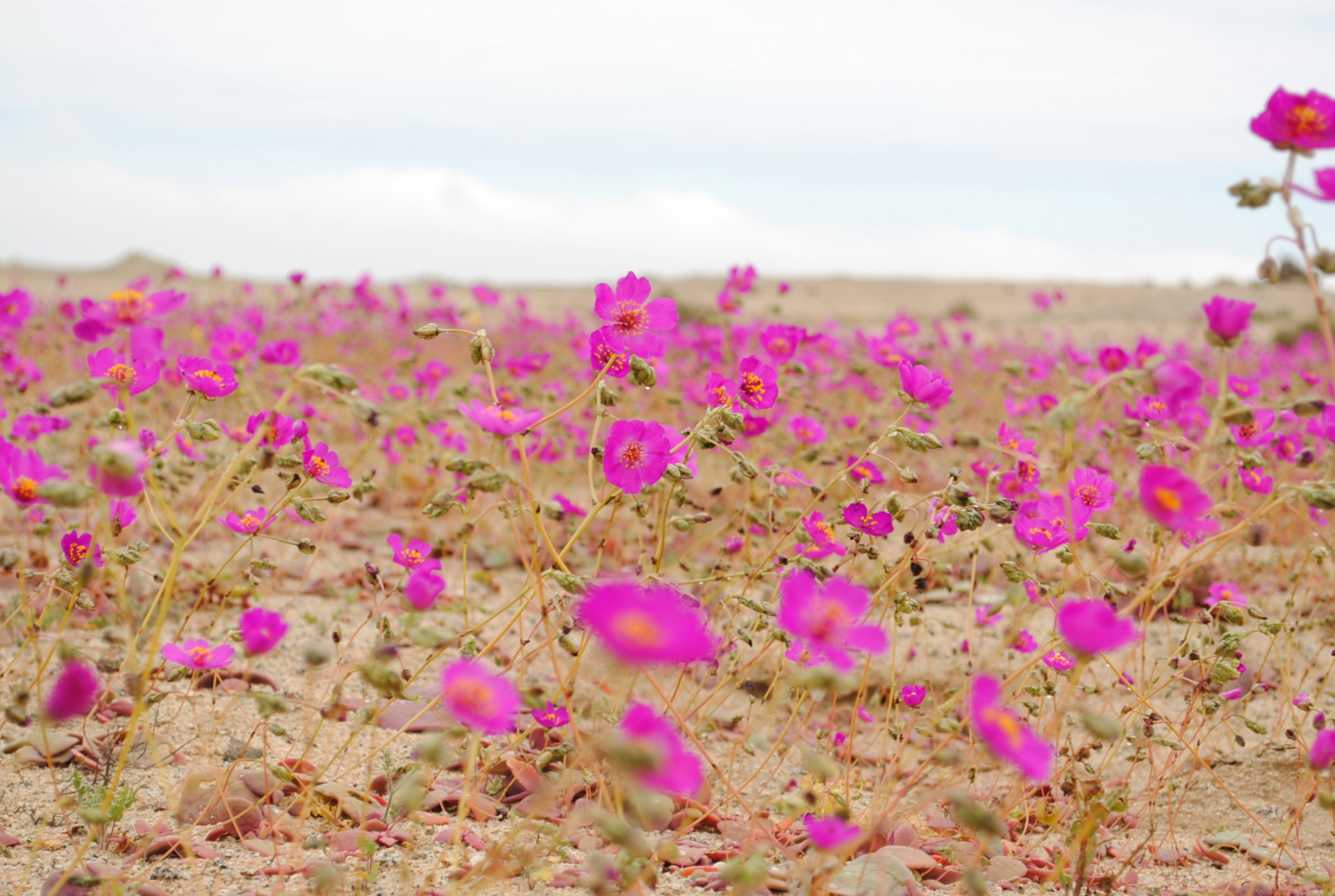
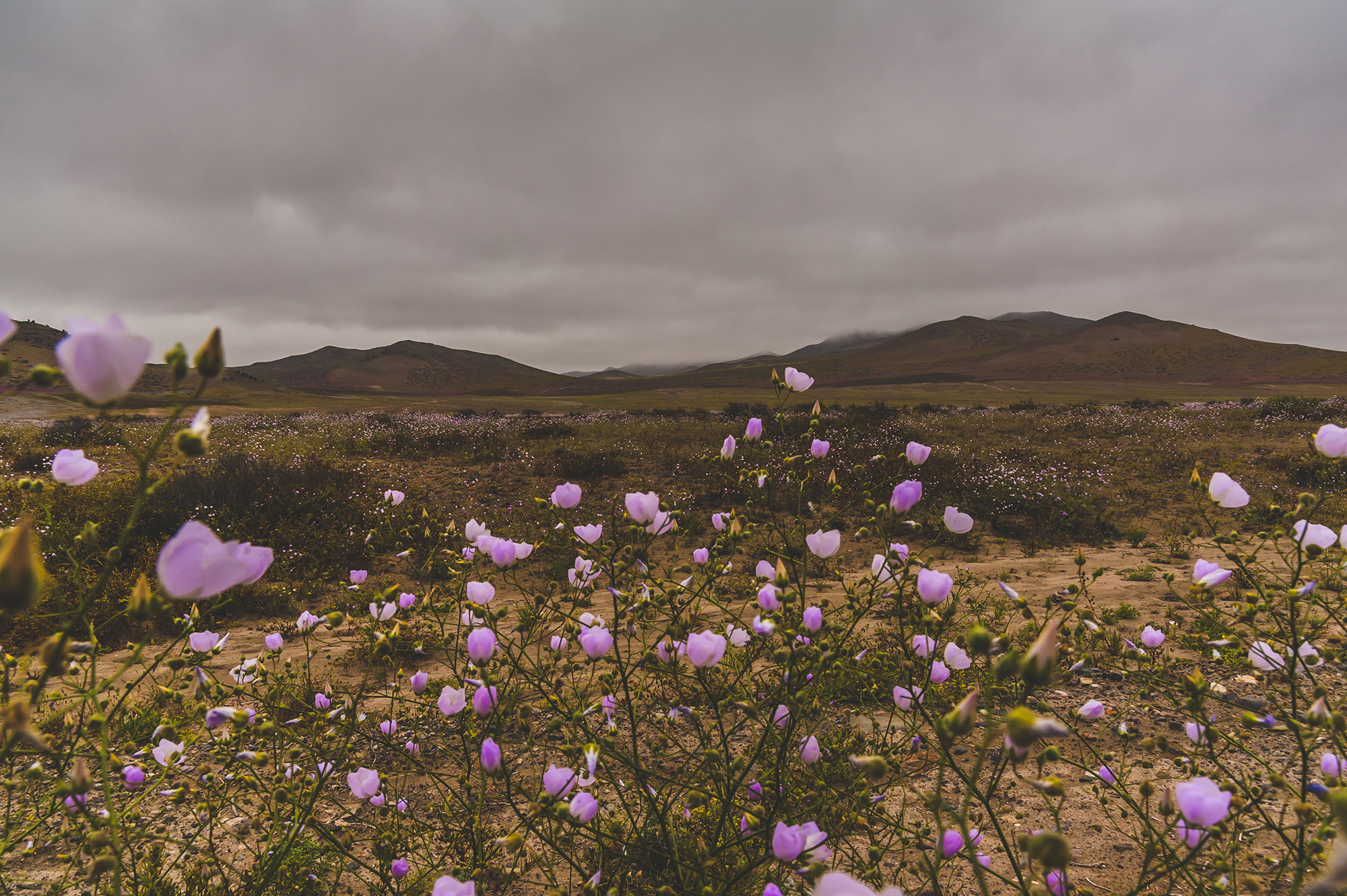
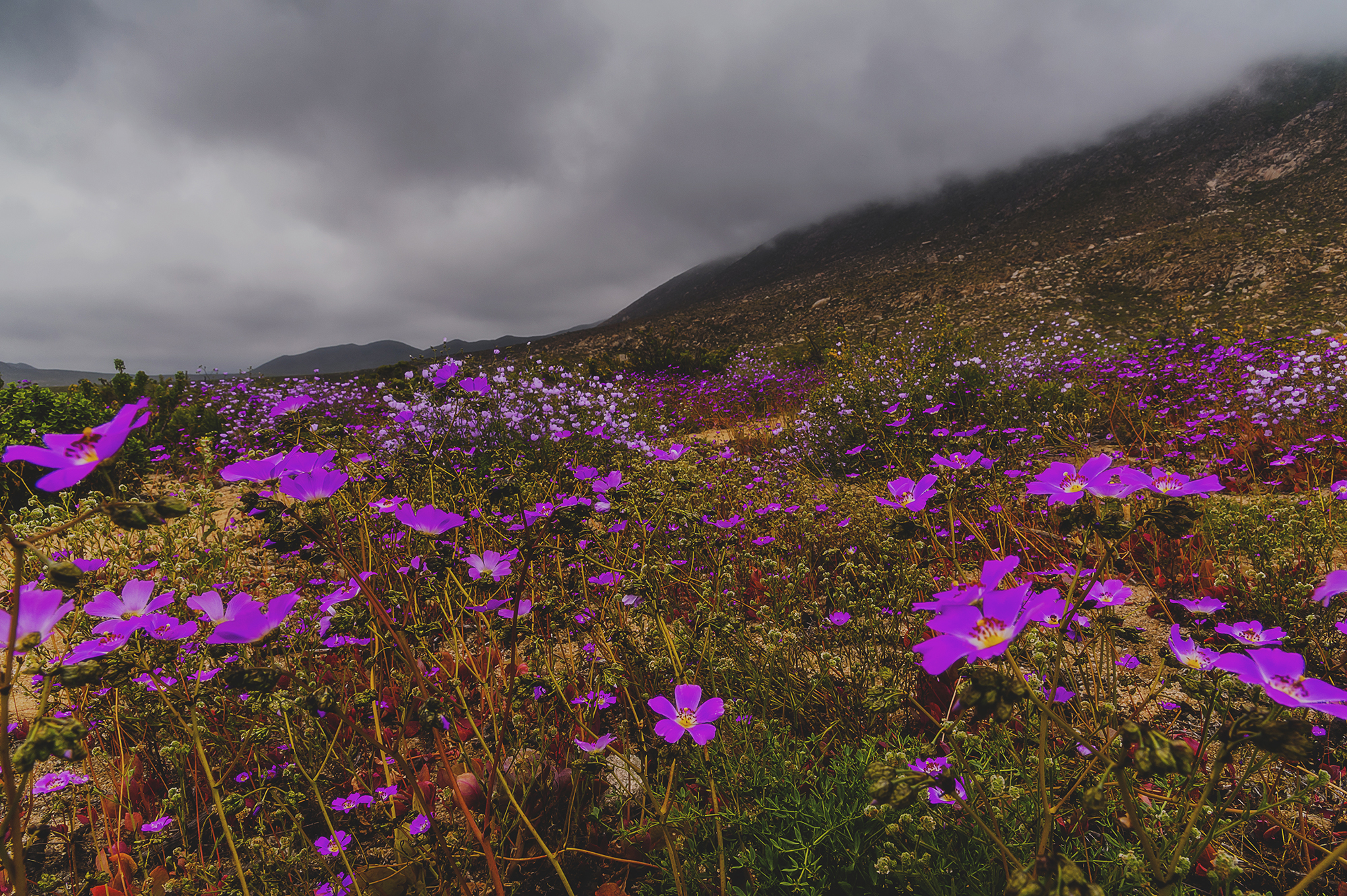